# Вильвоканс
Вильвока́нс (фр. и окс. Villevocance) — коммуна во Франции, находится в регионе Рона — Альпы. Департамент коммуны — Ардеш. Входит в состав кантона Южный Анноне. Округ коммуны — Турнон-сюр-Рон.
Код INSEE коммуны — 07342.
Коммуна расположена приблизительно в 440 км к юго-востоку от Парижа, в 65 км южнее Лиона, в 55 км к северу от Прива. Вильвоканс назван в честь протекающей рядом реки.

## Население
Население коммуны на 2008 год составляло 1195 человек.
| 1962 | 1968 | 1975 | 1982 | 1990 | 1999 | 2008 |
| ---- | ---- | ---- | ---- | ---- | ---- | ---- |
| 558  | 600  | 665  | 908  | 1026 | 1089 | 1195 |

## Администрация
| Период | Период | Фамилия          | Партия | Должность |
| ------ | ------ | ---------------- | ------ | --------- |
| 2001   | 2008   | Бернар Мунье     |        |           |
| 2008   |        | Тома Туларастель |        |           |

## Экономика
В 2007 году среди 777 человек в трудоспособном возрасте (15—64 лет) 556 были экономически активными, 221 — неактивными (показатель активности — 71,6 %, в 1999 году было 72,8 %). Из 556 активных работали 512 человек (283 мужчины и 229 женщин), безработных было 44 (15 мужчин и 29 женщин). Среди 221 неактивных 58 человек были учениками или студентами, 94 — пенсионерами, 69 были неактивными по другим причинам.

## Фотогалерея
- Вильвоканс
- Вильвоканс
- Мэрия
- Карта коммуны